# Trend Micro
Trend Micro Inc. (トレンドマイクロ株式会社 Torendo Maikuro Kabushiki-Gaisha?) es una compañía se software Japonesa-Americana dedicada a la seguridad informática. Ha dispaersado globalmente su investigación y desarrollo en 16 locaciones en todos los continentes, a excepción de la Antártida. La compañía software de seguridad para servidores, computadores y ambientes de computación en la nube, redes y terminales. Su nube y productos de seguridad de virtualización, proveen de seguridad autoática para clientes de VMware, Amazon AWS,Microsoft Azure, y  la plataforma de nube de Google.
Eva Chen es una cofundadora y directora ejecutiva desde 2005. Reemplazó al director ejecutivo fundador Steve Chang, quien ahora es presidente.

## Historia

### 1988-1999
La empresa fue fundada en 1988 en Los Ángeles por Steve Chang, su esposa, Jenny Chang, y su hermana, Eva Chen (陳怡樺). La empresa se estableció con las ganancias de la venta anterior de Steve Chang de un dongle de protección contra copia a Rainbow Technologies, con sede en Estados Unidos. Poco después de comenzar la empresa, sus fundadores trasladaron su sede a Taipéi .
En 1992, Trend Micro adquirió una empresa de software japonesa para formar Trend Micro Devices y estableció su sede en Tokio . Después llegó a un acuerdo con el fabricante de procesadores Intel, en virtud del cual produjo un antivirus para redes de área local (LAN) para venta bajo la marca Intel. Intel pagó regalías a Trend Micro por las ventas de LANDesk Virus Protect en Estados Unidos y Europa, mientras que Trend pagó regalías a Intel por las ventas en Asia. En 1993, Novell comenzó a incluir el producto en su sistema operativo de red. En 1996, las dos compañías convinieron continuar por dos años más el acuerdo en el que se permitía a Trend comercializar globalmente el producto ServerProtect bajo su propia marca junto con la marca LANDesk de Intel.
Trend Micro cotizó en la Bolsa de Valores de Tokio en 1998 con el código bursátil 4704. La empresa comenzó a cotizar en la bolsa de valores NASDAQ, con sede en Estados Unidos, en julio de 1999.

### Década del 2000
En 2004, el director ejecutivo fundador, Steve Chang, decidió dividir las responsabilidades de director ejecutivo y presidente de la empresa. La cofundadora de la empresa, Eva Chen, reemplazó a Chang como directora ejecutiva de Trend Micro en enero de 2005. Chen ha sido director de tecnología de la empresa desde 1996 y anteriormente vicepresidente ejecutivo desde la fundación de la empresa en octubre de 1989. Chang mantuvo su puesto como presidente de la empresa. En mayo, Trend Micro adquirió la empresa estadounidense antispyware InterMute por 15 millones de dólares. Trend Micro había integrado completamente el programa antispyware SpySubtract de InterMute en su oferta de productos antispyware a finales de ese año.
En junio de 2005, Trend Micro adquirió Kelkea, un desarrollador de software antispam con sede en Estados Unidos. Kelkea desarrolló un sistema de prevención de abuso de correo (MAPS) y un software de filtrado de IP que permitió a los proveedores de servicios de Internet bloquear el spam y las estafas de phishing. Trend Micro contrató al director ejecutivo de Kelkea, Dave Rand, como su jefe de tecnología para la seguridad de contenidos.
En marzo de 2007, Trend Micro adquirió de Merijn Bellekom el programa antispyware gratuito HijackThis por una suma no revelada. Trend Micro eliminó sus acciones de depósito de la bolsa de valores NASDAQ en mayo. En octubre de ese año, Trend Micro adquirió Provilla, desarrollador de software de prevención de pérdida de datos con sede en EE. UU. Provilla fue el creador de LeakProof, un software que permitía a las empresas bloquear la transmisión de datos sensibles y advertir a los responsables de seguridad sobre intentos de transmisión.
Trend Micro adquirió Identum en febrero de 2008 por una suma no revelada. Identum, que se fundó y luego se separó del departamento de criptografía de la Universidad de Bristol, desarrolló un software de cifrado de correo electrónico basado en identificación. El presidente de Identum era el empresario Steve Purdham. Las dos empresas estaban originalmente en conversaciones para que Trend Micro concediera la licencia de la tecnología de Identum, pero más tarde Trend Micro decidió comprar la empresa directamente. Identum pasó a llamarse Trend Micro (Bristol) y su tecnología de cifrado se integró en los productos Trend Micro existentes. Los productos Identum existentes continuaron pero se vendieron bajo la marca Trend Micro. Ese mismo año, Trend Micro demandó a Barracuda Networks por la distribución de ClamAV como parte de un paquete de seguridad. Trend Micro afirmó que el uso de ClamAV por parte de Barracuda infringía una patente de software, propiedad de Trend Micro, para filtrar virus en una puerta de enlace de Internet. El 19 de mayo de 2011, la Oficina de Patentes y Marcas de EE. UU. emitió un Rechazo Final  en la revisión de la patente estadounidense 5.623.600 de Trend Micro.
En abril de 2009, Trend Micro adquirió Third Brigade, con sede en Ottawa, Canadá, por una suma no revelada. Third Brigade desarrolló un software de firewall y prevención de intrusiones basado en host que Trend Micro había utilizado en su suite antimalware Trend OfficeScan durante dos años antes de adquirir Third Brigade. Third Brigade se reincorporó como Trend Micro Canada Technologies.

### Década de 2010
Trend Micro adquiere una empresa con sede en el Reino Unido humyo en junio de 2010 por una suma no revelada. humyo proporcionado nubeservicios de sincronización y almacenamiento de datos basados en pequeñas empresas e individuos. Más tarde ese año, en noviembre, Trend Micro adquirió Mobile Armor. Mobile Armor fue un desarrollador de cifrado completo de discos, archivos y carpetas, y medios extraíbles para dispositivos móviles. Trend Micro integró la tecnología de la empresa en una plataforma gestionada de forma centralizada para la seguridad de los dispositivos móviles.
En junio de 2012, Trend Micro adquirió AffirmTrust, proveedor de certificados Secure Sockets Layer (SSL), con sede en EE. UU., por una suma no revelada. Trend Micro siguió con otra adquisición, la empresa taiwanesa de seguridad de red avanzada Broadweb, en octubre de 2012. Broadweb fue un desarrollador de tecnología de inspección profunda de paquetes que tenía la capacidad de bloquear paquetes de datos maliciosos en tiempo real. La tecnología se integró en la solución de defensa personalizada de Trend Micro, una suite diseñada para proporcionar visibilidad y protección en toda la red contra ataques y amenazas avanzados.
Trend Micro trasladó su sede estadounidense al área de Las Colinas de Irving, Texas, en septiembre de 2013. La reubicación permitió a la empresa consolidar operaciones anteriormente ubicadas en Cupertino, California y Arlington, Texas.
En septiembre de 2014, Trend Micro se asoció con INTERPOL, donde Trend Micro compartió dicha organización información sobre amenazas de delitos cibernéticos a través del Servicio de Inteligencia de Amenazas de la empresa. Según INTERPOL, la información ayudó a la organización y a sus 190 países miembro a disminuir el cibercrimen a escala global. Trend Micro también proporcionó a INTERPOL un programa de formación en investigación de delitos cibernéticos.
También en 2014, Trend Micro amplió su Cloud App Security para proteger Microsoft Office 365 de amenazas que no detecta la seguridad nativa de Microsoft. En 2016, el software Cloud App Security se amplió para cubrir Box, Dropbox y Google Drive.
En octubre de 2015, Trend Micro llegó a un acuerdo para comprar TippingPoint, un desarrollador de seguridad de software y redes de HP Inc. por 300 millones de dólares. Esto incluyó el programa de recompensas por errores, la Iniciativa de Día Cero, que se incorporó al enfoque de Trend Micro Research en las amenazas existentes, las vulnerabilidades y los posibles problemas de seguridad futuros.
Ese mismo año, Trend Micro obtuvo la certificación como solución lista para la validación de VCE y lista para Vblock a través del programa VCE Technology Alliance Partner. Posteriormente, Trend Micro se unió al programa VCE Select, que permitió integrar Deep Security de Trend Micro con los sistemas de infraestructura convergentes e hiperconvergentes de VCE.
Trend anunció el lanzamiento de un fondo de inversión de capital de riesgo de $100 millones de dólares en junio de 2017, centrado en la próxima generación de tecnología, incluido el Internet de las cosas (IoT). En septiembre de 2017, Trend Micro recibió un reembolso a través del Tribunal de Distrito de EE. UU. por una parte de los honorarios legales incurridos por las reclamaciones de patentes rechazadas presentadas por Intellectual Ventures. Posteriormente, la empresa lanzó Trend Forward Capital. Las inversiones iniciales de la empresa incluyeron la empresa de pagos entre empresas Veem, la empresa de dispositivos portátiles Muse, la empresa de telemetría Mojio y la empresa de tecnología de salud cerebral Interaxon.
En noviembre de 2017, Trend Micro adquirió IMMUNIO, agregando nuevas capacidades para la seguridad de la nube híbrida que encajan perfectamente en el ciclo de vida de DevOps.
En diciembre de 2017, Trend se asoció con Telco Systems para desarrollar una plataforma de seguridad de red virtual que combina Virtual Network Function Suite de Trend con el software NFVTime de Telco.
En abril de 2018, Trend Micro se unió al Cybersecurity Tech Accord, un acuerdo público entre empresas para defender a todos los clientes de ataques maliciosos por parte de ciberdelincuentes.
En agosto de 2018, investigadores descubrieron que varios productos de consumo de Trend Micro para MacOS guardaban el historial de navegación y otros datos, incluidas contraseñas, y los enviaban a un servidor remoto para un análisis inicial diseñado para mejorar la seguridad. Los productos identificados fueron Dr. Cleaner, Dr. Cleaner Pro, Dr. Antivirus, Dr. Unarchiver, Dr. Battery, Duplicate Finder y Open Any File. Como consecuencia, Apple eliminó los productos Trend Micro de su Mac App Store. Trend Micro admitió que los productos habían capturado y cargado los datos. También se disculpó con su "comunidad por la preocupación que pudieron haber sentido", pero justificó la actividad como "el resultado del uso de bibliotecas de códigos comunes" y que, en cualquier caso, la apropiación de los datos de los usuarios era "explícitamente divulgado en los EULA aplicables".
En septiembre de 2018, Trend Micro y HITRUST anunciaron una asociación para lanzar un nuevo centro que proporciona gestión avanzada de riesgos cibernéticos. En octubre de 2018, Trend Micro lanzó Apex One Endpoint Security, un producto Endpoint Security de agente único, derivado de los productos de seguridad endpoint anteriores de la compañía. En noviembre de 2018, Trend Micro y Moxa Inc. anunciaron la formación de una empresa conjunta, TXOne Networks, que se centraría en las necesidades de seguridad presentes en los entornos de Internet industrial de las cosas (IoT).
En marzo de 2019, Trend Micro anunció una asociación para compartir información sobre amenazas con el Centro Japonés de Preparación para Incidentes y Estrategia para la Ciberseguridad (NISC). En abril, se anunció una asociación con Luxoft Holding, Inc. (una empresa global de ingeniería y estrategia digital) para presentar e implementar conjuntamente el sistema de detección de intrusiones (IDS) y los sistemas de prevención de intrusiones (IPS) para proteger los vehículos en red contra ataques cibernéticos.
En julio de 2019, Trend Micro amplió su presencia en Microsoft Azure con Deep Security as a Service. En agosto, Trend Micro amplió su oferta de servicios XDR en cargas de trabajo de correo electrónico, red, servidor y nube.
En octubre de 2019, Trend Micro se asoció con Snyk para crear una solución para vulnerabilidades de código abierto. Ese mismo mes, Trend Micro adquirió Cloud Conformity, una empresa de gestión de la postura de seguridad en la nube. En noviembre, Trend Micro anunció su nueva oferta de productos, Cloud One, un conjunto de productos de seguridad para organizaciones que crean plataformas en la nube. Trend Micro lanzó la suite con el lanzamiento de Cloud One – Workload Security.

### Años 2020
En julio de 2020, Trend Micro lanzó Cloud One – Conformity, un producto resultante de la compra de Cloud Conformity, para ayudar a las organizaciones a abordar configuraciones erróneas, desafíos de cumplimiento y riesgos cibernéticos en la nube.
En noviembre de 2020, Trend Micro lanzó Cloud One – Network Security, destinado a proteger las redes privadas en la nube. Además, Trend Micro anunció una integración de seguridad en la nube con AWS Gateway Load Balancer, para facilitar a las corporaciones la implementación y gestión de dispositivos virtuales de terceros. Trend Micro también fue nombrado socio de lanzamiento de AWS Firewall, un servicio administrado que facilita la implementación de protecciones de red esenciales para todas las Nubes Privadas Virtuales de Amazon en Amazon Web Services. Trend Micro también lanzó Trend Micro Check, una herramienta gratuita para identificar fraude y desinformación en EE. UU.
En diciembre de 2020, Trend Micro amplió su conjunto de productos Cloud One con Cloud One – File Storage Security.
En enero de 2021, Trend Micro lanzó Cloud One: Container Security. En febrero, Trend Micro lanzó Vision One, una plataforma XDR que permitía a los clientes detectar y responder a amenazas desde una única plataforma.
En mayo de 2020, Trend Micro anunció TXOne StellarProtect, una solución de seguridad para terminales nativa de OT (tecnología operacional). Trend Micro también lanzó Cloud One – Open Source Security de Snyk, resultado de una asociación de varios años entre las dos empresas.
En septiembre de 2021, Trend Micro lanzó Service One, un servicio que permite a los clientes obtener soporte de profesionales de la industria en la gestión de su seguridad. En octubre, Trend Micro se asoció con Fujitsu Limited y fabricantes relacionados con la automoción para reforzar las medidas de seguridad de los vehículos conectados.
En abril de 2022, Trend Micro anunció Trend Micro One, una plataforma en la que Trend Micro y sus socios del ecosistema brindan a los clientes visibilidad conectada, mejor detección y respuesta, y protección en todas las capas de seguridad. En junio, Trend Micro anunció VicOne, una oferta de seguridad dedicada para vehículos eléctricos y automóviles conectados. En octubre, Trend Micro formó un Comité Federal de Excelencia de EE. UU. integrado por seis funcionarios actuales del gobierno de EE. UU. para facilitar la colaboración entre agencias federales con respecto a las amenazas a la ciberseguridad.
En enero de 2023, Trend Micro creó CTOne, una nueva filial centrada en mejorar la seguridad de la red 5G. En febrero, Trend Micro adquirió Anylz, un proveedor de tecnología para centros de operaciones de seguridad. En abril, Trend Micro anunció la gira mundial Risk to Resilience, que cubrió más de 120 ciudades en 90 días, con la misión de ayudar a las organizaciones a unirse y mitigar el riesgo cibernético.
En julio de 2023, Trend Micro lanzó Trend Vision One, con un asistente de ciberseguridad basado en GPT, Companion, como parte de su oferta de productos XDR. Ese mismo mes, Trend Micro firmó un acuerdo con McLaren Formula E Team como socio oficial a partir de 2024.

## Tecnologías
En junio de 2008, Trend Micro presentó Trend Micro Smart Protection Network, una infraestructura de seguridad de contenido de cliente en la nube que ofrece inteligencia global sobre amenazas para proteger a los clientes de amenazas en línea, como malware de robo de datos, ataques de phishing y otras amenazas web, de correo electrónico y móviles. En 2012, Trend Micro añadió análisis de big data a su Smart Protection Network. El análisis de macrodatos (big data) permite a la red utilizar métodos de identificación basados en el comportamiento para identificar nuevas amenazas a la seguridad. La red también combina tecnologías en la nube con otras tecnologías antivirus basadas en clientes para reducir la dependencia de las descargas de archivos de patrones convencionales en el punto final. La información sobre amenazas de Smart Protection Network de Trend Micro se implementa en tiempo real en la cartera de software de seguridad de la empresa. El informe de Trend Micro sobre el Reglamento General de Protección de Datos de la UE mostró un aumento en los intentos de extorsión a medida que las organizaciones intentan cumplir con las leyes de privacidad de la UE.
Trend Micro recibe su inteligencia sobre amenazas de TrendLabs, el centro de investigación, desarrollo y soporte de la empresa. TrendLabs tiene diez laboratorios en todo el mundo, tiene su sede en Filipinas y emplea a 1200 ingenieros y expertos en seguridad. El laboratorio de Trend Micro con sede en Singapur proporciona análisis y análisis forenses de malware.
En febrero de 2018, Trend Micro se asoció con Panasonic para crear sistemas más seguros para unidades de control electrónico en automóviles automatizados. En abril de 2018, la empresa lanzó una herramienta que ayuda a identificar estilos de escritura individuales y combatir el fraude por correo electrónico.